# نيمان غراسي
نيمان غراسي ستامبوسكي (بالبرتغالية: Neiman Gracie Stambowsky؛ مواليد 12 ديسمبر 1988) هو مُقاتل فنون قتالية مختلطة برازيلي.

## وصلات خارجية
- نيمان غراسي على موقع بيلاتور (الإنجليزية)
- نيمان غراسي على موقع شيردوغ (الإنجليزية)
- نيمان غراسي على موقع Tapology.com (الإنجليزية)
- نيمان غراسي على موقع IMDb (الإنجليزية)